# منتخب الدنمارك لكرة اليد الشاطئية للسيدات
منتخب الدنمارك لكرة اليد الشاطئية للسيدات هو ممثل الدنمارك الرسمي في المنافسات الدولية في كرة اليد الشاطئية للسيدات .